# Горе од љубави
Горе од љубави је дванаести студијски албум Светлане Цеце Ражнатовић који је издат за Miligram Music и Ceca Music 24. маја 2004.

## О албуму
Један је од њених најуспешнијих албума са којег су се издвојили велики хитови као што су Горе од љубави, Прљаво, прљаво, Трула вишња, План Б и Пази са ким спаваш.
На албум који је Цеца објавила 2004. године се дуго чекало и иако је требало да се појави почетком године, изашао је 24. маја на велико задовољство бројних Цециних фанова, који су пуне две године чекали на нове песме. Вредело је. Нове песме су показале зашто је албум толико дуго рађен, а Цецино певање је доведено до савршенства. Горе од љубави је представио нову Цецу, али је задржао препознатљивост у стилу и начину певања који је само њој својствен, а Марина Туцаковић је изјавила да јој за албум Горе од љубави никада није било теже да напише стихове, с обзором на комплексност и квалитет мелодија, које је Мили написао.
Албум је продат у тиражу од 200 000 примерака.

## Списак песама
На албуму се налазе следеће песме:
| Бр. | Назив                          | Текст                                 | Музика             | Аранжман                             | Трајање |
| --- | ------------------------------ | ------------------------------------- | ------------------ | ------------------------------------ | ------- |
| 1.  | Горе од љубави                 | Марина Туцаковић, Љиљана Јорговановић | Александар Милић   | Александар Милић                     | 04:10   |
| 2.  | Прљаво, прљаво                 | Марина Туцаковић                      | Александар Милић   | Александар Милић                     | 03:17   |
| 3.  | Не гуши ме                     | Марина Туцаковић                      | Александар Милић   | Александар Милић                     | 03:22   |
| 4.  | Трула вишња                    | Марина Туцаковић                      | Александар Милић   | Александар Милић                     | 04:40   |
| 5.  | План Б                         | Марина Туцаковић                      | Александар Милић   | Александар Милић                     | 03:36   |
| 6.  | Замало                         | Марина Туцаковић, Љиљана Јорговановић | Александар Милић   | Александар Милић                     | 02:57   |
| 7.  | Пази са ким спаваш             | Марина Туцаковић                      | Александар Милић   | Александар Милић                     | 04:05   |
| 8.  | Стерео бол                     | Марина Туцаковић, Љиљана Јорговановић | Александар Милић   | Александар Милић                     | 04:55   |
| 9.  | Нећу дуго                      | Марина Туцаковић                      | Александар Милић   | Александар Милић                     | 04:22   |
| 10. | Пепељара                       | Марина Туцаковић, Љиљана Јорговановић | Александар Милић   | Александар Милић                     | 04:31   |
| 11. | Од тебе не знам да се опоравим | Марина Туцаковић                      | Бобан Серафимовски | Александар Милић, Бобан Серафимовски | 03:56   |

- Бонус - документарни филм како је рађен албум „Горе од љубави“ за “PC“ рачунаре

## Информације о албуму
- Продуцент: Александар Милић
- Ко-аранжер, Ритам програмер: Горан Радиновић, Игор Малешевић
- Клавијатуре: Бојан Васић, Горан Радиновић
- Клавир на песми 9: Александар Бањац
- Акустична гитара, електрична гитара, бузуки: Ненад Гајин, Петар Трумбеташ, Бранко Кљајић
- Виолине: Милорад Миловановић
- Хармонике: Александар Крсмановић
- Трубе: Оркестар Дејана Петровића
- Пратећи вокали: Александра Радовић, Светлана Ражнатовић, Александар Милић, Ана Петровић
- Ремикс и тон мајстор: Драган Вукићевић
- Програмирано и снимано у студију "BS Group" - Зоран Лесендрић 2003
- Технички консултант: Зоран Лесендрић
- Снимано и миксано: Тонски студио "RTV Pink" 2004
- Инжењеринг: Ненад Драгићевић
- Пост-продукција: Јанез Крижај, "Metro" студио, Љубљана 2004
- Фото: Небојша Бабић
- Дизајн: Синиша Граховац

## Спотови
- Горе од љубави
- Трула вишња